# Chandolin
Chandolin est un village et une ancienne commune de Suisse dans le canton du Valais. Elle forme une partie du domaine skiable de Saint-Luc/Chandolin.

## Géographie

### Localisation
L'ancienne commune se situait entre 755 m et 2 700 m dans le Val d'Anniviers dans le canton du Valais. Le village est situé à 26km de Sierre, 10km de Vissoie et 4,5km de Saint-Luc. Les sommets de montagne qu'on peut voir de la commune vont du Zinalrothorn, Besso, Ober Gabelhorn, Cervin, Pointe de Zinal à la Dent Blanche. L'ancienne commune compenait deux autres localités : Soussillon et Fang. Le village de Chandolin se situe à 1 956 m et c'est l'un des villages habités annuellement les plus hauts d'Europe.[réf. nécessaire]
Le village est construit sur une pente à forte déclivité et entouré de tous côtés de dévaloirs ou de précipices.

### Accès
Le village est accessible par bus postal et par la route et l'autoroute (A9  Autoroute de Lausanne-Simplon, sortie Sierre-est, direction Val d'Anniviers).

### Localités

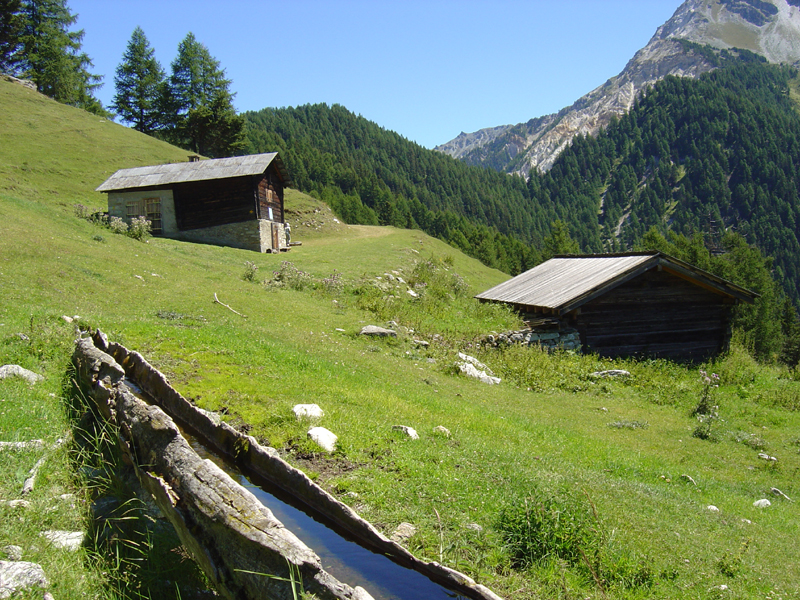
Alpage de Ponchet

L'ancienne commune a compté deux autres villages, celui de Fang, un village médiéval d'environ 30 habitants, situé à 960 mètres d'altitude sur la route du Val d'Anniviers et Soussillon, hameau situé à 1 400 mètres d'altitude sur le chemin muletier reliant les Pontis au village principal de Chandolin. L'ancienne commune a compté également sur son territoire l'alpage de Ponchet.

## Toponymie
Le nom de Chandolin a légèrement varié au cours de l'histoire du village : « Escandulyns » en 1250, « Essandulin » en 1685 et « Zandolin » en 1822. L'origine du mot « Chandolin » n'est pas certaine et plusieurs hypothèses subsistent. Albert Samuel Gatschet propose en 1867 un lien avec le mot « échandole », « bardeau » en français, mais le terme n'est pas attesté dans le Valais moderne. Il est également possible que le mot « Chandolin » désigne un lieu où des conifères seraient exploités pour faire des bûches ou des bardeaux, selon « buchille » et « ancelle ». Enfin, selon Paul Aebischer, une origine tirée du mot latin « scamn-ol-inu », « banquette de terre entre deux sillons, largeur d'un champ », est probable.
L'ancien nom allemand du village est Schändlis.

## Histoire

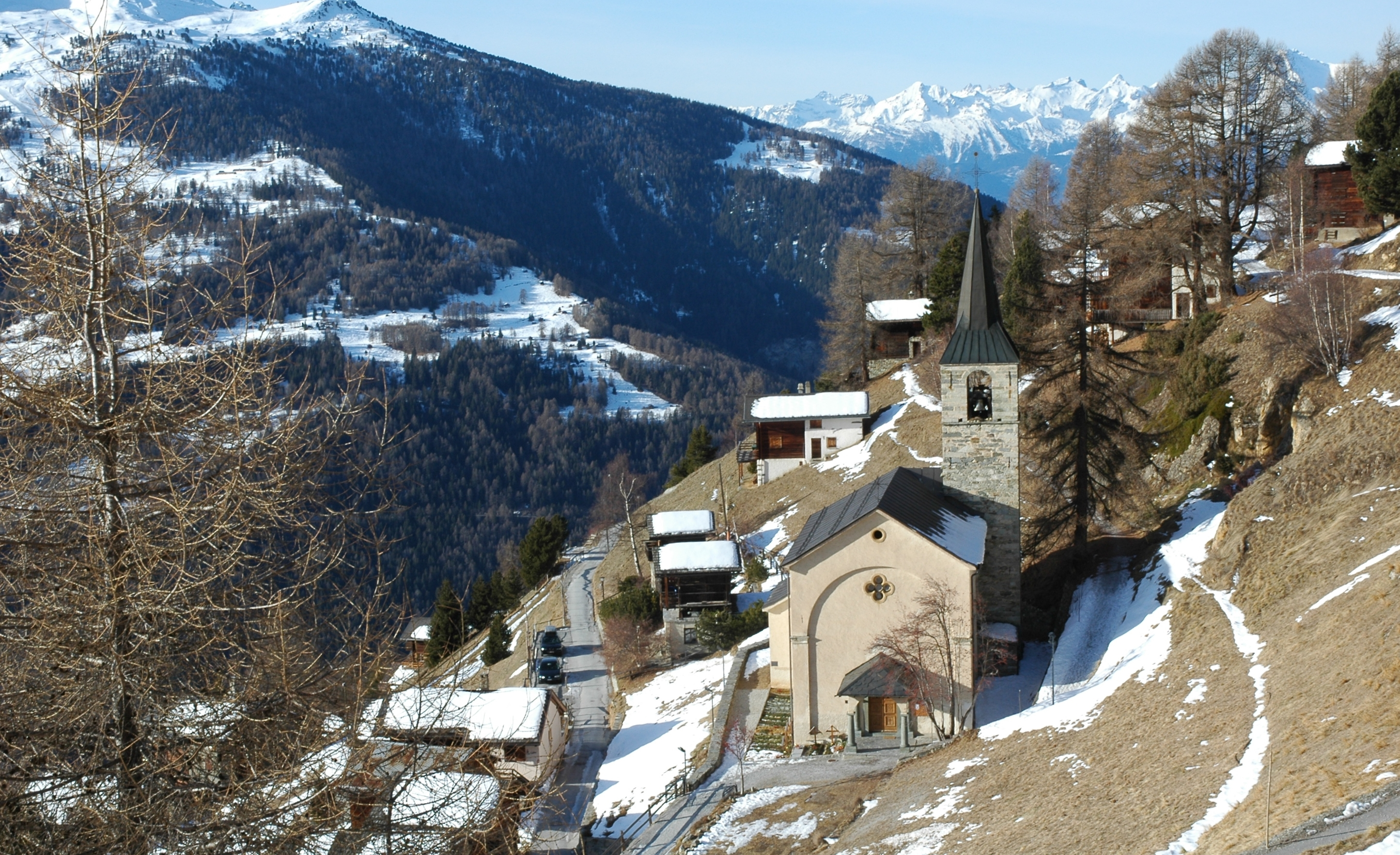
Église de Chandolin, vue depuis l'entrée du village.

En 1600, le village faisait partie du quartier de Luc. Jusqu'à la fin de l'Ancien Régime en 1798, Chandolin faisait partie de la seigneurie d'Anniviers dans la région de Sierre. En 1804, le quartier de Luc (aujourd'hui Saint-Luc) se sépare d'Anniviers pour devenir une commune. Puis, en 1821, Chandolin se sépare à son tour de Luc pour former une commune indépendante.
Jusqu'en 1804, Chandolin appartenait à la paroisse d'Anniviers dont le siège se situait à Vissoie puis elle a fait partie de la paroisse de Luc. En 1884, la paroisse de Luc se scinde en deux, Chandolin devient alors une paroisse.
En 2005, les communes du Val d'Anniviers commencent à préparer un projet de fusion. La fusion est acceptée par 54,4 % des votants le 26 novembre 2006.
Depuis le 1er janvier 2009, le village fait partie de la commune d'Anniviers, née de la fusion de six communes du Val d'Anniviers. 

## Population et société

### Gentilé
Les habitants du village se nomment les Chandolinards. Ils sont surnommés les Dérotchiaux: ceux qui font une chute dans les rocs.

### Évolution de la population
Évolution de la population de Chandolin entre 1850 et 2008,
Le graphique qui aurait dû être présenté ici ne peut pas être affiché car il utilise l'ancienne extension Graph, désactivée pour des questions de sécurité. Des indications pour créer un nouveau graphique avec la nouvelle extension Chart sont disponibles ici.

### Sports

#### Événements
La course Sierre-Zinal (course des cinq 4000) passe par Chandolin (station de ravitaillement) chaque année au mois d'août.
Au mois de septembre, le village accueille les KM de Chando, épreuve du Vertical Kilometer World Circuit.

#### Activités
Activités estivales :
- Randonnées pédestres ;
- Randonnées à cheval ;
- Tir à l'arc ;
- Pêche ;
- VTT.

Autres activités :
- Le musée de la faune ;
- le moulin ;
- le sentier didactique des « promenades botaniques » ;
- le paysage alluvial de l'Illgraben ;
- l'alpage de Ponchet ;
- Le grand mélèze des Armèles, l'un des plus vieux d'Europe.

## Tourisme
Le tourisme à Chandolin commence à se développer vers la fin du XIXe siècle avec l'ouverture de son premier hôtel en 1897. Depuis 1958, l'électricité provient du Barrage de Moiry.
Depuis 1960, une route goudronnée arrive à Chandolin. Le tourisme se développa après la construction de la route. Chandolin a deux saisons touristiques, celle d'été et celle d'hiver. Le domaine skiable de Saint-Luc/Chandolin forme une entité.

## Culture et patrimoine

### Chandolin dans la culture
- 1923 : Visages d'enfants, film de Jacques Feyder

### Personnalités liées
- La voyageuse Ella Maillart y a vécu pendant quarante ans, une exposition permanente qui lui est dédiée a été créée dans l'ancienne chapelle St.Barbe au cœur du vieux village.
- Le photographe animalier René-Pierre Bille y a été domicilié.
- Les artistes valaisans Edmond Bille et Albert Chavaz ont réalisé des vitraux pour l'église paroissiale.

### Héraldique
| Blason du village de Chandolin | Les armes de Chandolin se blasonnent ainsi : « D'azur au chamois élancé de sable, la tête contournée, sur trois monts rocheux d'argent, accompagné d 'une étoile d'or au canton senestre du chef. » |